# Maatschappij (onderwijs)
Maatschappij is een benaming voor de alfa-kant van het voortgezet onderwijs, in de Nederlandse profielen Cultuur & Maatschappij en Economie & Maatschappij. Mensen die hiervoor kiezen in de tweede fase, krijgen te maken met vakken als aardrijkskunde, geschiedenis en minder wiskunde. Het alternatief hiervoor zijn de natuur-profielen. De term verwijst naar het brede begrip maatschappij als sociologisch en economisch verschijnsel. Maatschappijleer is een vak in het onderwijs en dus wat specifieker dan het gelijknamige vakkenpakket.